# ساتنیک مکرتچیان
ساتنیک مامیکونی مکرتچیان (ارمنی: Սաթենիկ Մամիկոնի Մկրտչյան؛ انگلیسی: Satenik Mkrtchyan زادهٔ ۱ نوامبر ۱۹۴۶)، نثرنویس و مترجم اهل ارمنستان است.

## زندگی‌نامه
وی در ۱ نوامبر ۱۹۴۶ در لنیناکان به دنیا آمد و از دانشگاه دولتی ایروان فارغ‌التحصیل گشت. وی عضو اتحادیه نویسندگان ارمنستان می‌باشد. 